# 莫斯比峰
54°26′S 3°21′E / 54.433°S 3.350°E
莫斯比峰，是南極洲的山峰，位於鮑威特島，海拔高度670米，在1927年被探險隊繪入地圖，並以海洋學家命名，由挪威的南極領地管轄。